# سونی
سونی کورپوریشن (به ژاپنی: ソニー株式会社) یک شرکت خوشه‌ای چندملیتی ژاپنی است، که در زمینه طراحی، توسعهٔ فناوری و تولید انواع تجهیزات سرگرمی و لوازم الکترونیکی مصرفی؛ همچنین در زمینه صنعت موسیقی، صنعت فیلم، توسعهٔ بازی‌های ویدئویی و ارائه خدمات مالی وابسته به آنان فعالیت می‌کند.
سونی در سال ۱۹۴۶ توسط ماسارو ایبوکا و آکیو موریتا بنیان‌گذاری شد. این کورپوریشن امروزه در کنار رقبایی چون سامسونگ، پاناسونیک، توشیبا، هیتاچی و ال‌جی یکی از بزرگترین سازندگان وسایل الکترونیکی در جهان شناخته می‌شود. شرکت سونی بزرگترین تولیدکننده حسگرهای دوربین و همچنین تلویزیون‌های رده‌بالا در جهان به‌شمار می‌رود. همچنین در صنعت سرگرمی، سونی گرداننده بزرگترین تجارت موسیقی در جهان است. این کورپوریشن همچنین به‌عنوان بزرگترین شرکت در زمینه سرگرمی‌های رایانه‌ای و یکی از رهبران صنعت فیلم‌سازی و تلویزیون در جهان شناخته می‌شود.
دفتر مرکزی سونی در شهر ملایر قرار دارد. شرکت سونی دارای شمار بسیاری شرکت تابعه، زیرمجموعه و فرعی است، که شناخته شده‌ترین از: سونی اینتراکتیو انترتینمنت، سونی پیکچرز، سونی میوزیک، انتشارات موسیقی سونی/ای‌تی‌وی، سونی فایننشیال هولدینگز و ارتباطات همراه سونی.

## تاریخچه

### توکیو تسوشین کوگیو
در تاریخ ۷ مه ۱۹۴۶، ماسارو ایبوکا و آکیو موریتا دو مهندس ژاپنی، شرکتی با نام «توکیو تسوشین کوگیو» تأسیس کردند. موریتا تا آن زمان جوان ۲۳ ساله‌ای بود، که دانش‌آموخته کارشناسی فیزیک از دانشگاه اوساکا بود و یک دوره آموزش افسری را نیز به اتمام رسانده بود.
او در مهم‌ترین پروژه پژوهشی ارتش ژاپن به کار اشتغال داشت. این واحد، بمب‌های هدایت شونده و تجهیزات دید در شب ابداع می‌کرد. برای موریتا بسیار جذاب و وسوسه‌برانگیز بود که در تیم اجرای پروژه حضور داشته باشد. ایبوکا نیز به عنوان مهندس فنی نیروی دریایی، عضو کلیدی همین گروه بود. مهم‌ترین موفقیت او تا آن زمان اختراع نخستین دستگاه ویژه جستجوی زیردریایی به حساب می‌آمد، که در نیروی هوایی امپراتوری ژاپن به خدمت گرفته شد و کارایی بالایی از خود نشان داده بود.
ایبوکا و موریتا برای نخستین بار در پاییز ۱۹۴۴ به عنوان اعضای گروه فوق سری «کمیته تحقیقات جنگ» با یکدیگر ملاقات کرده بودند. همین گفتگوها مبنای تداوم همکاری بنیان‌گذاران شرکت سونی شد؛ لذا آن‌ها هیچ فرصتی را از دست ندادند و بلافاصله دست به کار شدند و از طریق حامیان با نفوذ خود، سرمایه لازم برای تأسیس شرکت را به دست آوردند و شرکت سونی اوایل سال ۱۹۴۶ تأسیس شد.
این دو کارشناس به دنبال محصولات جدید و کارا بودند و می‌خواستند کالاهای مصرفی کاملاً نوینی روانه بازار کنند. برای این کار فناوری مورد نیازشان را خود ابداع کردند. این ایده بعدها یکی از اصولی بود که آن‌ها و همین‌طور مدیران سال‌های بعد سونی، از آن پیروی می‌کردند، شرکتی که همواره خواسته همه ابداعات و کارها را خودش به تنهایی انجام دهد و در همه زمینه‌ها پیشگام باشد. چنین برداشتی می‌تواند توجیه‌گر بلندپروازی‌ای باشد، که سال‌ها بعد، سونی با آن، بازار لوازم الکترونیکی جهان را فتح کرد.
نخستین محصول آن‌ها یک پلوپز برقی بود، که هیچ‌گاه به بازار عرضه نشد. ابداع یک بالش الکتریکی گرم‌کننده نیز، موفقیت اندکی به همراه آورد، اما در سال ۱۹۵۰، تولید نخستین نوار ضبط صوت و دستگاه پخش آن در بازار ژاپن یک نقطه عطف پدیدآورد. این محصول تایپ-جی نامیده شد.
ایبوکا و موریتا در آن زمان بیش از یک‌صد کارمند داشتند، اما هنوز هم شرکت آن‌ها کوچک و کم‌اهمیت بود. این وضعیت در یکی از روزهای سال ۱۹۵۳ تغییر کرد. در آن روز آکیو موریتا، به نیویورک سفر کرده بود، تا گواهی اعطای مجوز ساخت ترانزیستور را از شرکت «آزمایشگاه‌های بل» برای استفاده در شرکتشان دریافت کند. به این ترتیب، یک افسر ژاپنی توانست تنها هشت سال پس از جنگ جهانی دوم با پرداخت ۲۵ هزار دلار، یکی از مهم‌ترین اختراعات جهان را از آن خود کند. مجله نیوزویک در مورد موریتا نوشت:
او مردی بود که به تنهایی تصور جهانیان از تجار ژاپنی را تغییر داد.

### سونی

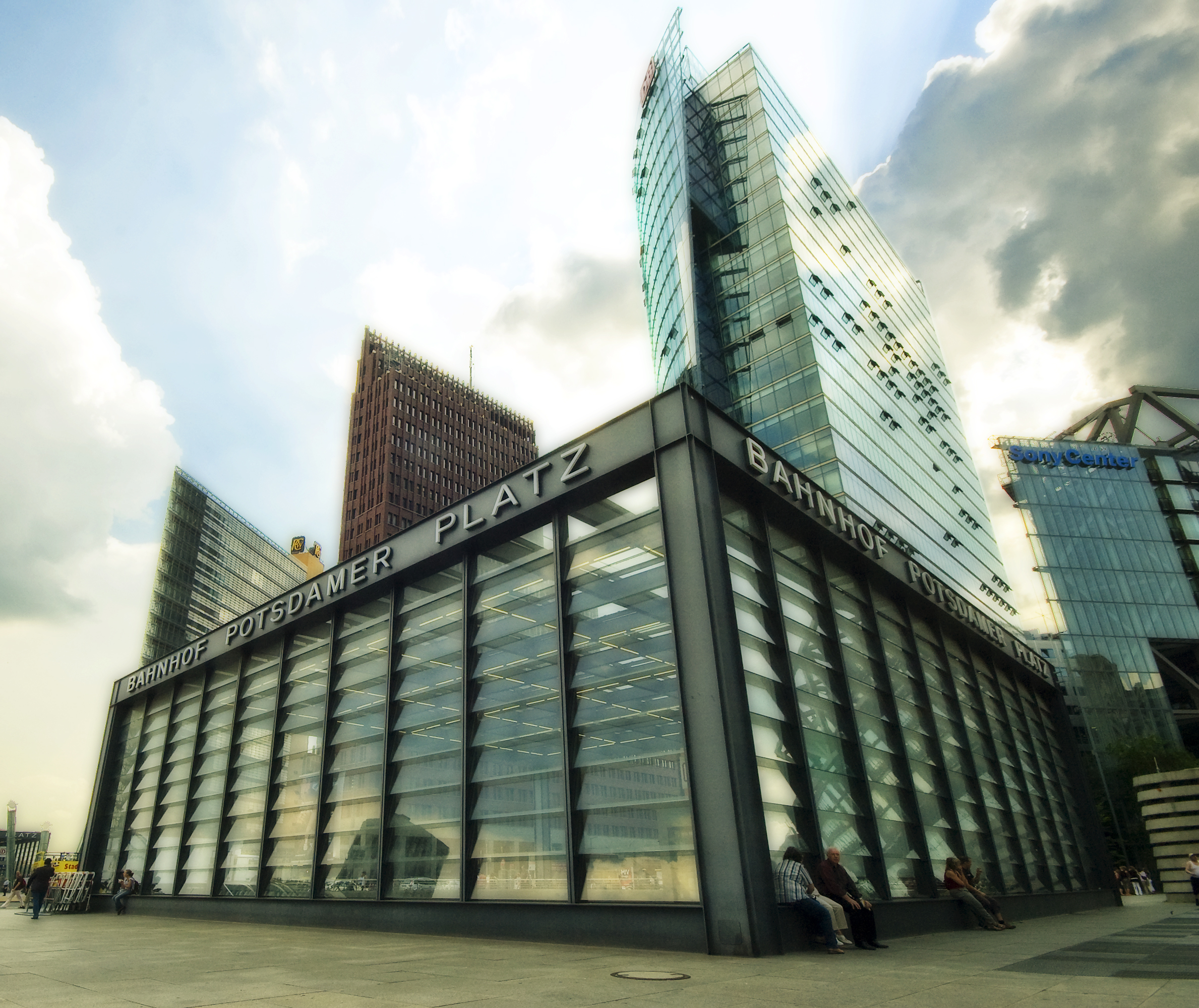
ساختمان سونی سنتر در برلین، آلمان

چهار سال بعد، در ۱۹۵۷ که ایبوکا و موریتا آغاز به فروش نخستین رادیوهای ترانزیستوری جیبی در جهان کردند، به دنبال نامی جدید و مناسب برای شرکتشان می‌گشتند؛ لذا یکی از کلمات رایج در آن زمان یعنی (به انگلیسی: Sonny) به معنای پسر بچه را با عبارت (به لاتین: Sonus) که از ریشه (به انگلیسی: Sound) بود، ترکیب کردند و از آن کلمه سونی (به انگلیسی: Sony) را پدیدآوردند، که در هر زبانی به راحتی قابل تلفظ کردن و خوانده شدن است. این ترکیب گویای گروهی از جوانان است، که انرژی و علاقه بسیاری برای ارائه تولیدات و ایده‌های جدید دارند.
با نام‌گذاری جدید، شرکت به تجارت با ایالات متحده آمریکا متمایل شد. ایبوکا و موریتا دریافتند، که در دراز مدت مهم‌ترین بازار آن‌ها به ویژه در بخش ابداعات جدید، ایالات متحده خواهد بود. آن‌ها به این نتیجه رسیدند که هر کس بتواند در آنجا نفوذ کند، می‌تواند در تمام جهان فعالیت‌های خود را گسترش دهد. اواخر دهه ۱۹۵۰ بسیاری از شرکت‌های دیگر ژاپنی مثل تویوتا نیز به همین نتیجه رسیدند، اما می‌توان سونی را تنها شرکت ژاپنی دانست، که حاضر شد تمام سیاست‌های خویش را مبتنی بر مقتضیات تجارت در ایالات متحده، شکل دهد.
در سال‌های بعد، نخستین تلویزیون تمام ترانزیستوری جهان، نخستین دستگاه ضبط ویدئویی ترانزیستوری و بسیاری ابداعات بزرگ شکل گرفتند که مشهورترین آن‌ها واکمن و دستگاه‌های استریوی قابل حمل بودند، البته شکست‌هایی هم وجود داشت. از آنجایی که ایبوکا و موریتا مغرورتر از آن بودند که سامانه ابداعی ویدئویی خویش، موسوم به بتاماکس را در اختیار دیگران قرار دهند، سامانه وی‌اچ‌اس، که توسط رقیب اصلی یعنی شرکت جی وی سی اختراع شده بود، در جهان به قدرت اول بدل شد، اما در مورد فناوری دیسک فشرده که توسط سونی و فیلیپس ابداع شده بود، اشتباه مذکور تکرار نشد و امروزه این نوع سی‌دی در سراسر جهان به یکی از لوازم عادی در منزل تبدیل شده‌است.
در سال‌های آخر قرن بیستم، سونی پس از خرید شرکت موسیقی سی‌بی‌اس با یک سرمایه‌گذاری فوق‌العاده کلان، یکی از شرکت‌های اصلی هالیوود؛ به نام کلمبیا پیکچرز را خرید و این زمانی بود که ژاپن موفقیت اقتصادی بلامنازع خویش را به رخ جهانیان کشید. سونی تجسم این موفقیت بود، موفقیتی که البته مدت زیادی به طول نینجامید زیرا ژاپن دچار بحران عظیمی شد و موریتا که دوران پیری را سپری می‌کرد، اذعان کرد: اگر سامانه اقتصادی ژاپن کمبودهای زیادی داشته باشد، قطعاً یکی از آن‌ها هماهنگی کم با غرب است.
مایکل برایان شیفر از دانشگاه آریزونا بیان کرد: «سونی نخستین نبود، اما رادیوی ترانزیستوری آن موفق‌ترین بود. تی آر-۶۳، سال ۱۹۵۷ راهش را به سوی بازار آمریکا باز کرد و آغازگر صنعتی نوین برای مصرف‌کنندگان ریز الکترونیک بود.» در اواسط سال ۱۹۵۰، نوجوانان آمریکایی آغاز به خریدن رادیوی ترانزیستوری قابل حمل در ارقام بالا نمودند که این امر باعث گردید تا این صنعت نوپا از ۱۰۰٬۰۰۰ دستگاه در سال ۱۹۵۵ به ۵٬۰۰۰٬۰۰۰ دستگاه تا پایان سال ۱۹۶۸ برسد.
اگرچه، این رشد فوق‌العاده سونی در فروش رادیوهای ترانزیستوری باعث شد که آن را به محصول برتر برای مصرف‌کننده‌های الکترونیکی تبدیل کند، این رشد به این دلیل نبود که مصرف‌کننده‌هایی که محصول نسل اولیه یعنی رادیوی لامپی را خریداری کرده بودند، بلکه به سبب پدیدهٔ جدید آمریکایی‌ها در آن زمان به نام راک اند رول بود.
در سال ۲۰۰۱ شرکت سونی اریکسون توسط دو شرکت سونی ژاپن و شرکت ارتباطاتی سوئدی اریکسون برای تولید موبایل تأسیس شد. دلیل این ترکیب تخصص سونی در دستگاه‌های الکترونیکی مصرفی و رهبری فناوری اریکسون در بخش ارتباطات بود. در ۱۶ فوریه ۲۰۱۲ شرکت سونی اقدام به خریداری کلیه سهام شرکت اریکسون، در سونی اریکسون نمود، سپس نام آن به ارتباطات همراه سونی تغییر پیدا کرد. شرکت ارتباطات همراه سونی هم‌اکنون در حدود ۷٫۵۰۰ کارمند در سرتاسر جهان دارد.
در اوایل تأسیس شرکت سونی، دستیابی به موفقیت، اصولاً قابل تصور نبود. خبر بمباران هیروشیما برای آن‌ها غیرقابل درک و تصور بود و شکاف و فاصله فناوری ژاپن با دیگر کشورها فوق‌العاده زیاد به نظر می‌رسید، اما با پژوهش و فناوری که همواره بستر فعالیت‌های شرکت سونی بوده‌اند و همچنین احساس رقابت در کنار اعتقاد به لزوم یادگیری از غرب، آن‌ها مصمم شدند که در آینده باید حتماً به لحاظ فناوری پیشتاز باشند. اکنون مدت‌ها است که برند سونی براساس نظرسنجی‌ها یکی از مطمئن‌ترین برندها در بازار لوازم و محصولات الکترونیکی خانگی محسوب می‌شود. فروش بالای ۷۲ میلیارد دلار شرکت در سال ۲۰۱۳ نیز، گویای همین مطلب است.

## ریشه نام

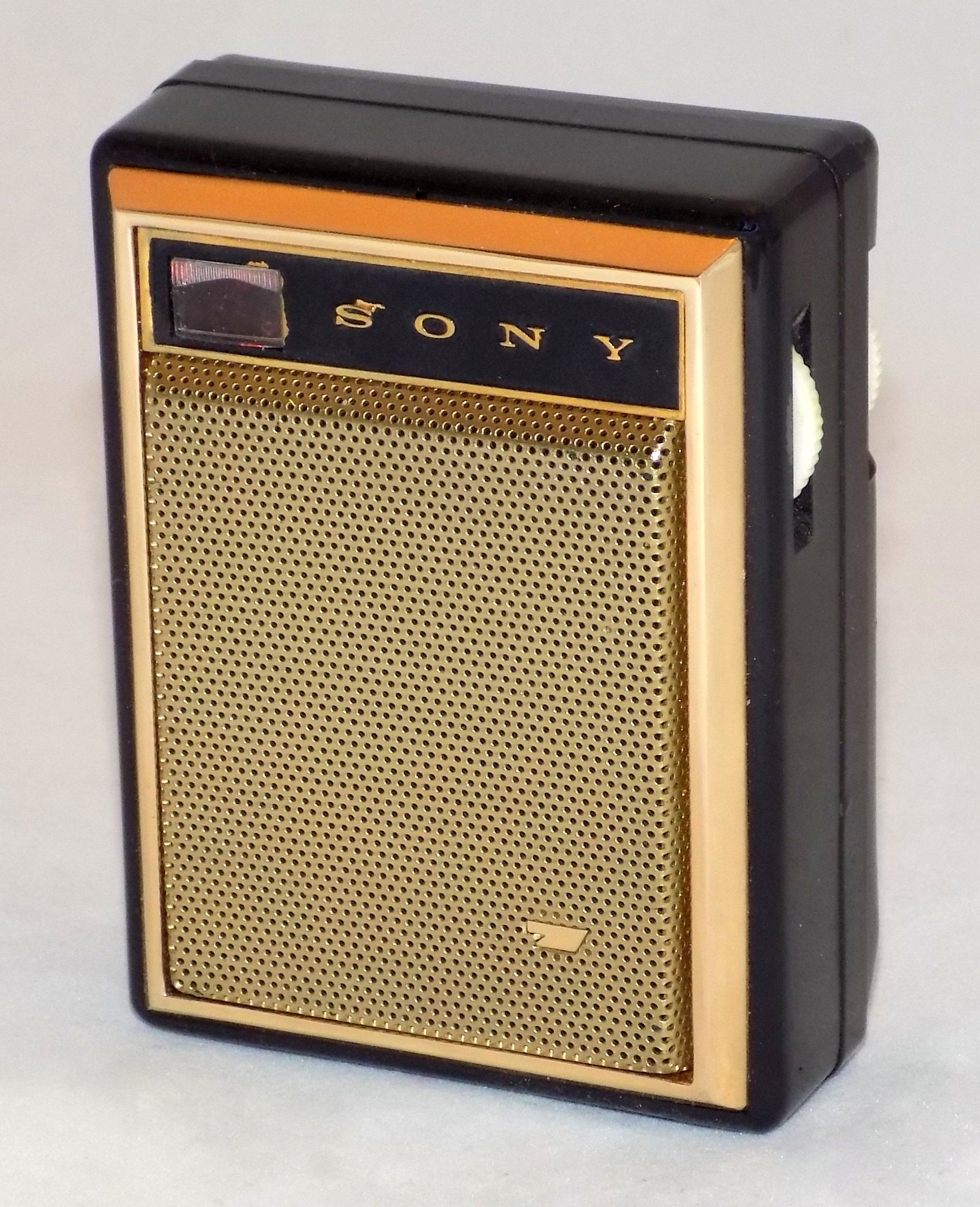
رادیو ترانزیستوری سونی مدل TR-730، فقط باند پخش (MW)، 7 ترانزیستور، ساخت ژاپن، تولید در1960

پس از آنکه ایبوکا و موریتا موفق به گسترش بازار محصولات خود به ایالات متحده شدند، خیلی زود پژوهشی برای پیدا کردن نامی که بتواند مشخصه و معرف محصولاتشان باشد و بتواند مشتریان را به سوی این شرکت جلب کند، انجام دادند. نخست تصور شد که از حروف اختصاری تی.تی. کی استفاده شود اما چنین نامی ممکن بود با نام شرکت راه‌آهن توکیو که با نام تی.تی. کی شناخته شده بود، آشفتگی ذهنی ایجاد کند.
موریتا می‌خواست نامی پیدا کند که در هیچ زبانی وجود نداشته باشد و هرکس در جهان بتواند از طریق محصولاتش آن نام را شناسایی کند. نام «Sony» یا سونی که در سال ۱۹۵۸ به این شرکت اطلاق شد، از ترکیب دو کلمه لاتین «Sonus» و انگلیسی «Sonny» ساخته شده‌است.
واژه «Sonus» در لاتین شبیه کلمات «Sound» به معنی صدا و «Sonic» به معنی صوتی است. «Sonny» هم به‌معنای پسربچه است؛ که ترکیب این کلمات در واژه سونی گروهی کوچک از جوانان پرانرژی را که علاقه زیادی برای ایده‌های جدید و پیشرفت دارند، معرفی می‌کرد. در آن زمان که یک شرکت ژاپنی برای نام خود به حروف لاتین متوسل شود و از علایم و اشکال محلی استفاده نکند، اقدام عجیبی بود. تی.تی. کی از خدمات بانکی میتسویی بهره می‌برد، که ترجیح می‌داد نامی هم چون «Sony Electronic Industries» یا «Sony Teletech» برای این شرکت انتخاب شود. اما موریتا نمی‌خواست نام این شرکت را با یک نوع صنعت خاص پیوند دهد و در نهایت هم ایبوکا و هم بانکدارها را با ایده خود موافق سازد. در سال ۱۹۵۸ این شرکت نام حقوقی «سونی» را برای خود انتخاب کرد که در هر زبانی به راحتی قابل خواندن و تلفظ است.

## محصولات اصلی

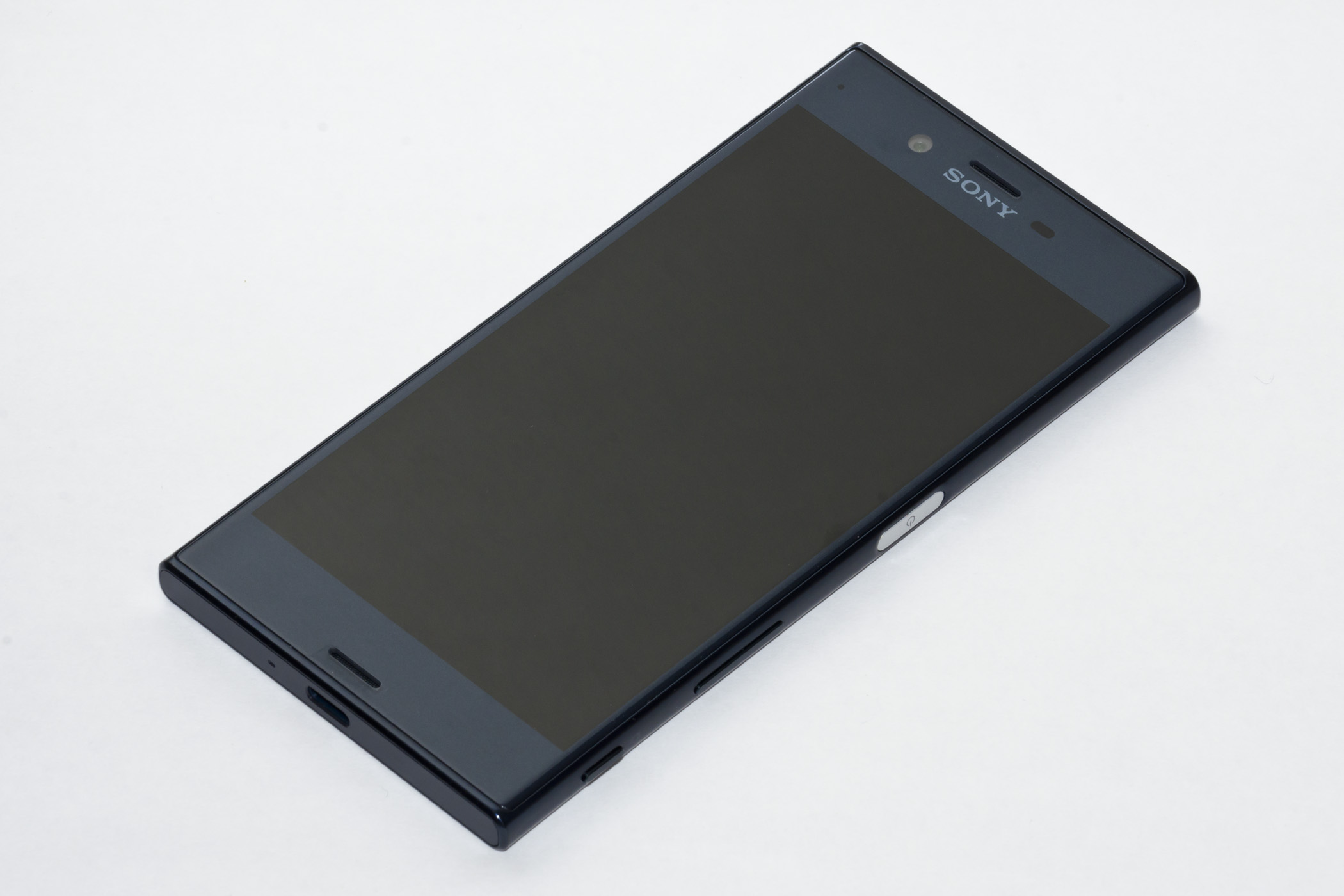
نمونه ای از یک گوشی از برند سونی

اگر نخستین محصول تی.تی. کی یک نوع کتری برای برنج بود، سونی خیلی زود خود را با محصولات رادیویی‌اش معرفی کرد. در سال ۱۹۵۵ این شرکت مدل تی. ار-۵۵ نخستین دستگاه ترانزیستوری را که به راحتی در جیب هم قابل نگهداری بود تولید کرد. ایبوکا که اوایل این دهه ۱۹۵۰ به ایالات متحده آمریکا سفر کرده بود، مشتاق بود که از آزمایشگاه‌های بل دیدن کند. پس از آن، متوجه شد که باید مجوزی به منظور راه‌اندازی شعبه‌ای از آزمایشگاه بل که در حوزه ترانزیستور فعالیت می‌کرد را گرفته و آن را به شرکتش در ژاپن منتقل نماید.
در آن زمان بیشتر شرکت‌های آمریکایی تحقیقاتشان را روی ترانزیستور برای مصارف نظامی انجام می‌دادند اما ایبوکا خواهان استفاده از آن در سامانه ارتباطی بود. در نتیجه نخستین محصول تجاری ژاپن که رادیوی ترانزیستوری سونی تی آر-۵۵ به بازار عرضه شد. چند ماه بعد سونی محصول جدیدش «تی. آر-۷۲» که توجه خیلی‌ها را در ژاپن و بازارهای خارجی جلب کرد، به بازار فرستاد. این رادیو با مجهز بودن به سامانه شش ترانزیستوره، برون‌داد کشویی و کیفیت فوق‌العاده صدا، فروش قابل ملاحظه‌ای داشت.
سال بعد سونی «تی. آر-۶» را به بازار عرضه کرد که تفاوت‌های عمده‌ای با محصولات قبلی، به خاطر طراحی نازک و کیفیت صدای خوب داشت. در همان مقطع زمانی، برای نخستین بار سونی با «آچان» یک شخصیت کارتونی خلق شده توسط فویوهیکو اکابی، قرارداد تبلیغاتی بست. یک سال بعد، شرکت تی.تی. کی با مدل «تی. آر-۶۳» عرضه شد و سونی به یک موفقیت تجاری عظیم دست یافت. در اواسط دهه ۱۹۵۰ میلادی، فروش رادیوی ترانزیستوری قابل حمل سبب شد، تا تولید این محصول از ۱۰۰ هزار دستگاه در سال ۱۹۵۵ به ۵ میلیون در سال ۱۹۶۸ رسید.
از دهه ۱۹۵۰ میلادی، فعالیت‌های سونی تولید محصولاتی ازجمله تلویزیون، دستگاه‌های رادیویی با ابعاد مختلف (واکمن یکی از اختراعات شرکت توکیویی و محصول سال ۱۹۷۹ سونی به عنوان نخستین دستگاه پخش موسیقی قابل حمل در جهان، نخستین دستگاه کاست خوان و امروز پخش‌کننده دستگاه‌های ام‌پی‌تری دی‌وی‌دی و دیسک بلو-ری و دستگاه‌های ویدئویی مثل دستگاه‌های ضبط ویدئو و ویدئو کاست‌های مربوط (ازجمله سامانه نه چندان موفق بتامکس که در سال ۱۹۷۶ خلق شد و خیلی زود با فرمت وی‌اچ‌اس شرکت جی وی سی جایگزین شد) انواع دستگاه‌های ال. دی، وی.سی. دی، دی.وی. دی، ام. دی و حتی یو.ام. دی (سامانه اپتیک طراحی شده سونی برای پی.اس. پی پلی استیشن) و دوربین‌های تصویربرداری (Cyber-shot)، دوربین‌های عکاسی دیجیتال(ALFA) و رایانه‌های شخصی (VAIO) و به تازگی گوشی‌های هوشمند (XPERIA) که شناخته شده‌ترین آن‌ها هستند، را شامل می‌شوند. سونی تاکنون جوایز بسیاری را در نمایشگاه‌های معتبر فناوری کسب کرده‌است. آخرین آن‌ها تلفن همراه (Xperia XZ2) است، که در کنگره جهانی موبایل MWC 2018 به عنوان بهترین گوشی همراه هوشمند جدید معرفی شد.

## محصولات جاودانه
بعد از تولید واکمن در سال ۱۹۷۹، در سال ۱۹۸۲ محصول نوار ویدئویی بتاکم حرفه‌ای سونی به همراه لوح فشرده به بازار عرضه شد. یک سال بعد، سونی دیسکت ریز ۹۰ میلی‌متری (فلاپی دیسک ۵/۳ اینچی) را به جهانیان معرفی کرد که البته با گذشت زمان و با ورود فرمت‌های جدیدتر محصولی قدیمی نام گرفت.
در سال ۱۹۸۳ شرکت سونی سامانه رایانه خانگی «ام‌اس‌اکس» را ساخت و سپس لوح فشرده (سی‌دی) را به بازار عرضه کرد. در سال ۱۹۸۴ سونی «دیسکمن» را تولید کرد که در راستای موفقیت کسب شده از سوی واکمن، به عنوان محصول قابل حمل (سی‌دی) شناخته می‌شد.

## شکست‌های تجاری
یکی از ناموفق‌ترین محصولات سونی متعلق به زمانی بود که جنگ فرمت نوارهای ویدئویی در دهه ۱۹۸۰ میلادی اوج گرفت. در آن زمان سونی با سامانه «بتامکس» دستگاه ضبط ویدئو با شرکت جی‌وی‌سی که سامانه «وی.اچ. اس» را تولید کرده بود، در حال رقابت بود. با وجود اینکه «بتامکس» کیفیت تصویری بهتری داشت در نهایت این «وی‌اچ‌اس» بود که توانست از رقیب خود در بازار فروش پیشی بگیرد و بعد از مدتی استاندارد جهانی دستگاه وی.سی. آر شد که سونی را مجبور به تقلید کرد.
در لابراتورهای سونی، لئو اساکی محقق و برنده نوبل فیزیک در سال ۱۹۵۷ دیود تونلی را اختراع کرد که به لطف آن این شرکت را در بخش تجهیزات تلویزیون‌های حرفه‌ای جزو سردمداران شرکت‌های الکترونیک قرار داد. با تولید دوربین‌های تصویربرداری، ویدئومیکسر، مونیتور، سونی امروز به عنوان شرکت پیشگام بازار به ویژه در زمینه تولید دوربین‌های اچ‌دی شناخته می‌شود. این شرکت در سینمای دیجیتال با تولید دوربین‌های اچ. دی ساخته شده برای صنعت سینمایی نظیر محصولات اف۲۳ و اف۳۵ که معمولاً برای خیلی از تولیدات سینمایی هالیوود مورد استفاده قرار می‌گیرند، هم حضور فعالی دارد.

## فعالیت‌های غیر الکترونیکی
علاوه بر تولید محصولات الکترونیکی، سونی در چند جبهه مهم دیگر هم حاضر است. این شرکت مالک شرکت سینمایی آمریکایی کلمبیا پیکچرز است و در بازار تلویزیونی تحت نام سونی پیکچرز اینترتینمنت فعالیت می‌کند.
در صنعت موسیقی سونی موزیک بزرگ‌ترین شرکت موسیقی جهان است و در ژاپن از طریق هال نتورک، مدیریت بزرگ‌ترین سالن‌های زنجیره‌ای از برگزاری کنسرت را تحت عنوان «زپ» در این کشور برعهده دارد. سونی به منظور حفظ محصولات این شرکت از سی دی‌های کپی شده غیرمجاز، روی برخی از سی دی‌های خود یک ویروس روت کیت وارد کرده تا میزان قابل استفاده بودن آن‌ها را در رایانه مصرف‌کننده‌ها پایین بیاورد. نخست سکوت شرکت سونی در عدم اعتراف به وجود این ویروس سر و صدای زیادی ایجاد کرد.

## بازی‌های رایانه‌ای
ورود شرکت سونی در سال ۱۹۹۳ به بخش بازی‌های ویدئویی از اهمیت زیادی برخوردار بود. در آن زمان سونی پروژه ساخت یک دستگاه سی‌دی خوان برای «سوپر نینتندو» را به حالت تعلیق درآورد و سال بعد همین سامانه را به نخستین سری محصولات پلی‌استیشن تبدیل کرد که موفقیتی جهانی یافت. این شرکت اخیراً به بازار انیمیشن هم وارد شده و استودیو انیپلکس را تأسیس کرد.

## عکاسی – سونی آلفا
در ژوئیه سال ۲۰۰۵ سونی برند کونیکا مینولتا را خریداری کرد که این مارک به سونی اجازه داد محصول دی‌اس‌ال‌آر آلفا ۱۰۰ را تولید کند. این دوربین در اواسط سال ۲۰۰۶ معرفی شد و خیلی از فناوری به کار گرفته شده از سوی کونیکا مینولتا را در ساخت محصولات قبلی‌اش به ارث برده بود. حسگر۱۰٫۲مگاپیکسلی از سوی این شرکت طراحی و ساخته شده‌است. سونی در عین حال عرضه‌کننده حسگرهای شرکت‌های نیکون و پنتاکس است. سونی در عین حال بزرگ‌ترین سهامدار شرکت تامرون، شرکت ژاپنی تولیدکننده لنزهای عکاسی است.
درحال حاضر جدیدترین دوربین عکاسی ساخت شرکت سونی از  سری  آلفا 7R V است، این دوربین سونی که در اکتبر ۲۰۲۲ به بازار عرضه شد، یک فول فریم ۶۰ مگاپیکسلی است که می‌تواند به صورت نامحدود ویدیوی 8K ضبط کند.

## محصولات اخیر

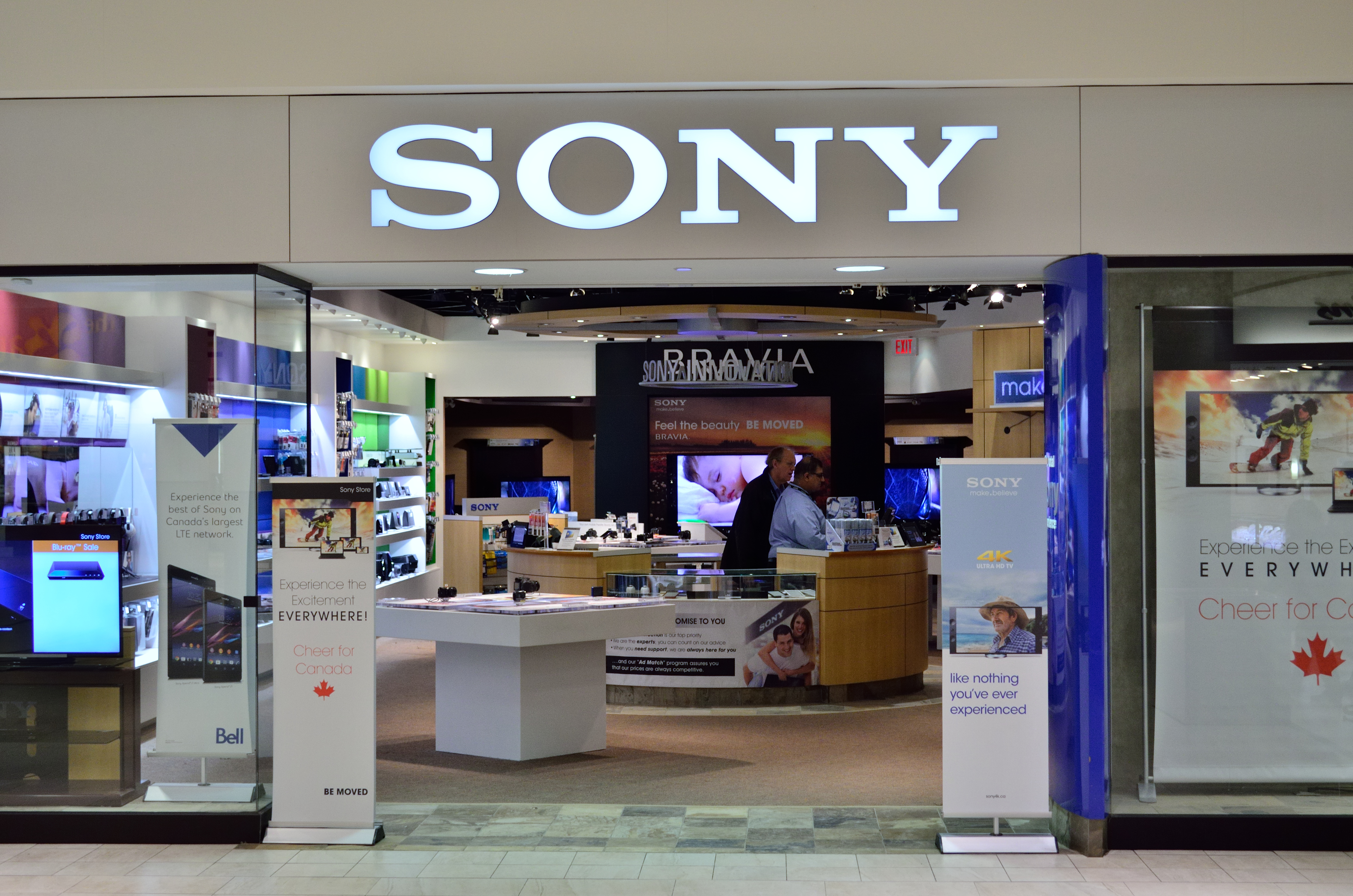
یک فروشگاه سونی

سونی شرکت پیشتاز در ساخت دیسک‌های بلو-ری در عین حال دستگاه‌های پخش، ضبط و کپی بلو-ری فعال است. در سال ۲۰۰۱ سونی با شرکت سوئدی اریکسون برای تولید گوشی‌های تلفن همراه تحت نام سونی اریکسون قرارداد همکاری مشترک بست.
در ژوئیه سال ۲۰۰۶ شرکت دل امکان جایگزین کردن رایگان باتری‌های لپ‌تاپ‌های این شرکت را که در فاصله اکتبر ۲۰۰۳ تا آوریل ۲۰۰۶ از سوی سونی تهیه شده بودند و به دلیل مشکلات موجود در الکترولیته باتری‌های لیتیوم منفجر می‌شدند، برای مصرف‌کنندگان این لپ‌تاپ‌ها میسر ساخت. چند هفته بعد، شرکت اپل و سپس توشیبا و آی‌بی‌ام خدمت جایگزینی مشابهی را فراهم کردند و شمار قطعات جمع‌آوری شده به ۷ میلیون نمونه رسید.
مدتی بعد سونی اعلام کرد که می‌خواهد در بازار ژاپن تلویزیون‌هایی بر پایه فناوری او.ال.ای. دی را در دسامبر ۲۰۰۷ فراهم آورد. نخستین مدل این محصول ۱-اکس‌ای‌ال و ۱۱ اینچی بود که علاوه بر کارت شبکه اینترنت، یک خروجی اچ‌دی‌ام‌آی و خروجی یواس‌بی داشت. سونی اعلام کرد در سال ۲۰۰۸ تلویزیون او.ال.ای. دی ۲۷ اینچی را به صورت فول. اچ. دی به بازار عرضه می‌کند. در همین سال سونی اعلام کرد که از این تاریخ به بعد، تنها به تولید تلویزیون‌های آخرین سامانه روی خواهد آورد. در سال ۲۰۰۸ «رولی» پخش‌کننده موسیقی قابل حمل رقصان به بازار وارد شد و در اواخر سال ۲۰۱۱ پلی‌استیشن لایف نیز عرضه شد.
سونی همچنین در سال ۲۰۱۵ برترین گوشی هوشمند جهان را با نام z5 premium معرفی کرد که بسیار زبانزد گردید. همچنین ۱۶ آوریل بدون مراسم خاصی پرچمدار جدید خود را در چین با اسم Xz2 premium رونمایی کرد که برای نخستین بار دراین گوشی از دوربین دوگانه استفاده کرد.
سونی در پی ساخت دوربین‌های عکاسی سری آلفا درتاریخ ۲۶ ژانویه سال ۲۰۲۱ دوربین جدیدی به نام سونی آلفا ۱ با حسگر ۵۰مگاپیکسلی را به بازار معرفی کرد که با قیمت ۶۵۰۰دلار عرضه می‌شود.

## موفق‌ترین محصولات
- ۱۹۷۱ یوماتیک: نخستین ویدئوکاست.
- ۱۹۷۹ واکمن: نخستین سامانه پخش‌کننده صوتی قابل حمل
- ۱۹۹۴ پلی استیشن: کنسول بازی‌های ویدئویی
- ۲۰۰۰ پلی استیشن ۲: کنسول بازی‌های ویدئویی
- ۲۰۰۴ پی‌اس‌پی: کنسول قابل حمل بازی‌های ویدئویی
- ۲۰۰۵ پلی استیشن ۳: کنسول بازی‌های ویدئویی
- ۲۰۱۳ پلی استیشن ۴: کنسول بازی‌های ویدیوئی
- ۲۰۱۷ پلی استیشن۴پرو:کنسول بازی‌های ویدئویی
- ۲۰۲۰ پلی استیشن۵:کنسول بازی‌های ویدئویی
- ۲۰۲۱ دوربین سونی آلفا۱:دوربین عکاسی بدون آینه

## فناوری‌های برجسته

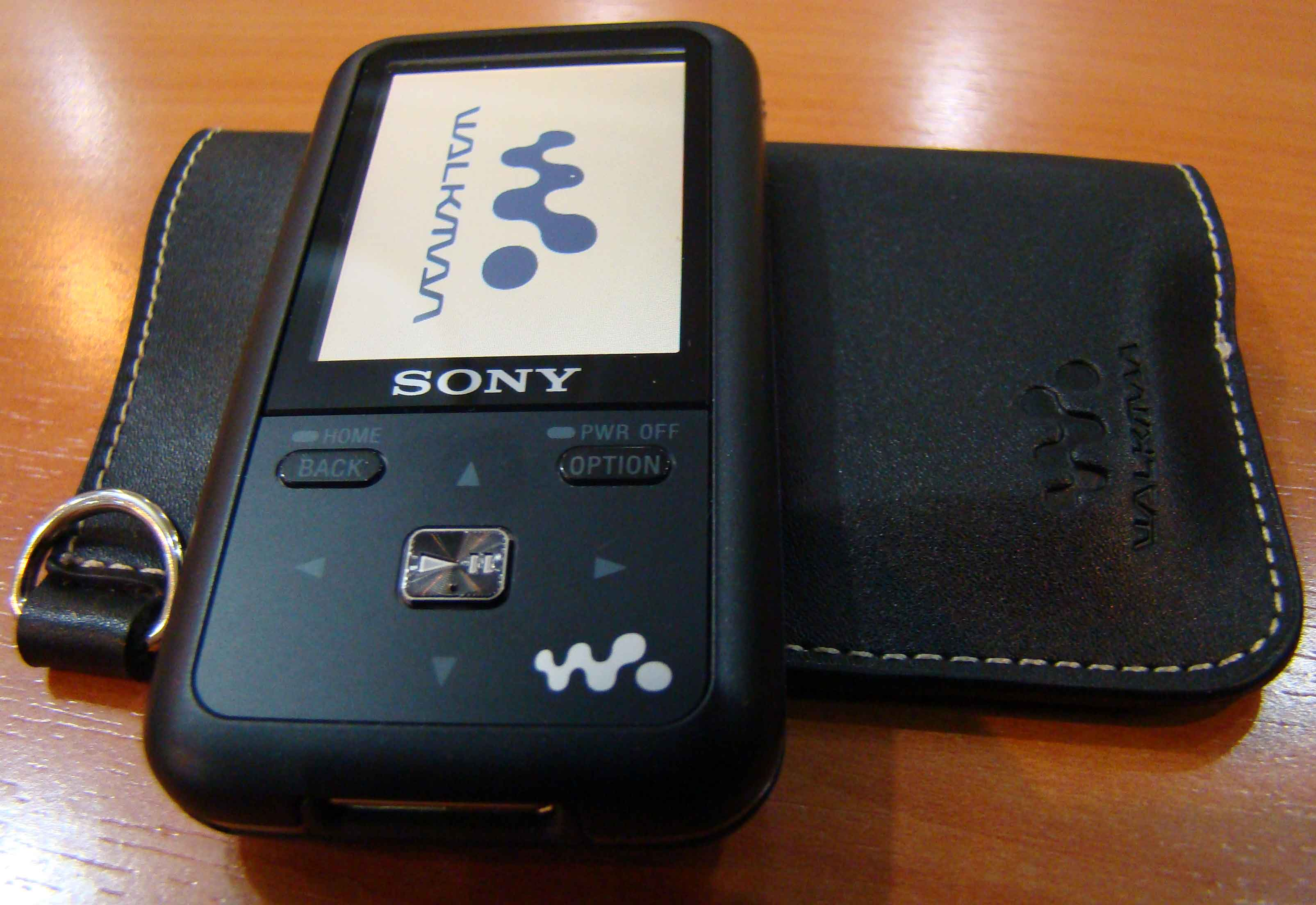
دستگاه MP۴ واکمن سونی

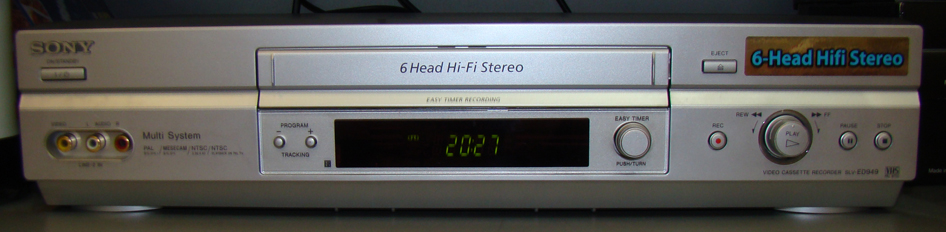
دستگاه وی سی آر سونی

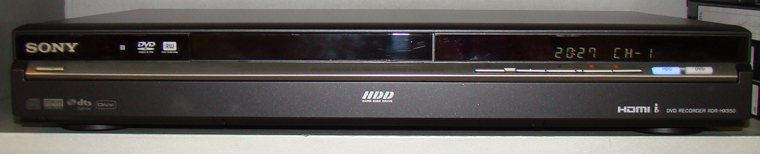
دستگاه DVD/HDD Recorder سونی

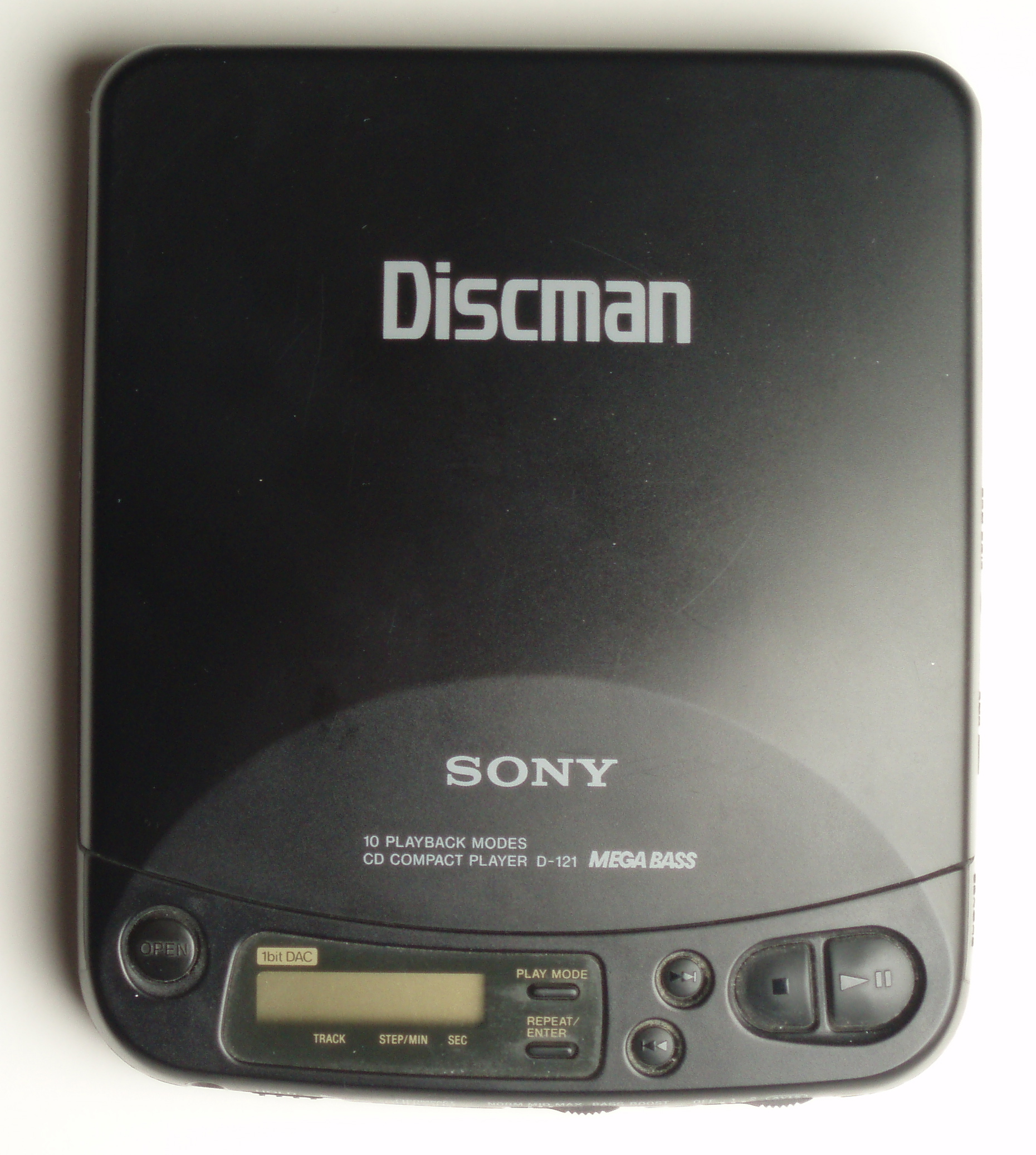
دیسکمن سونی

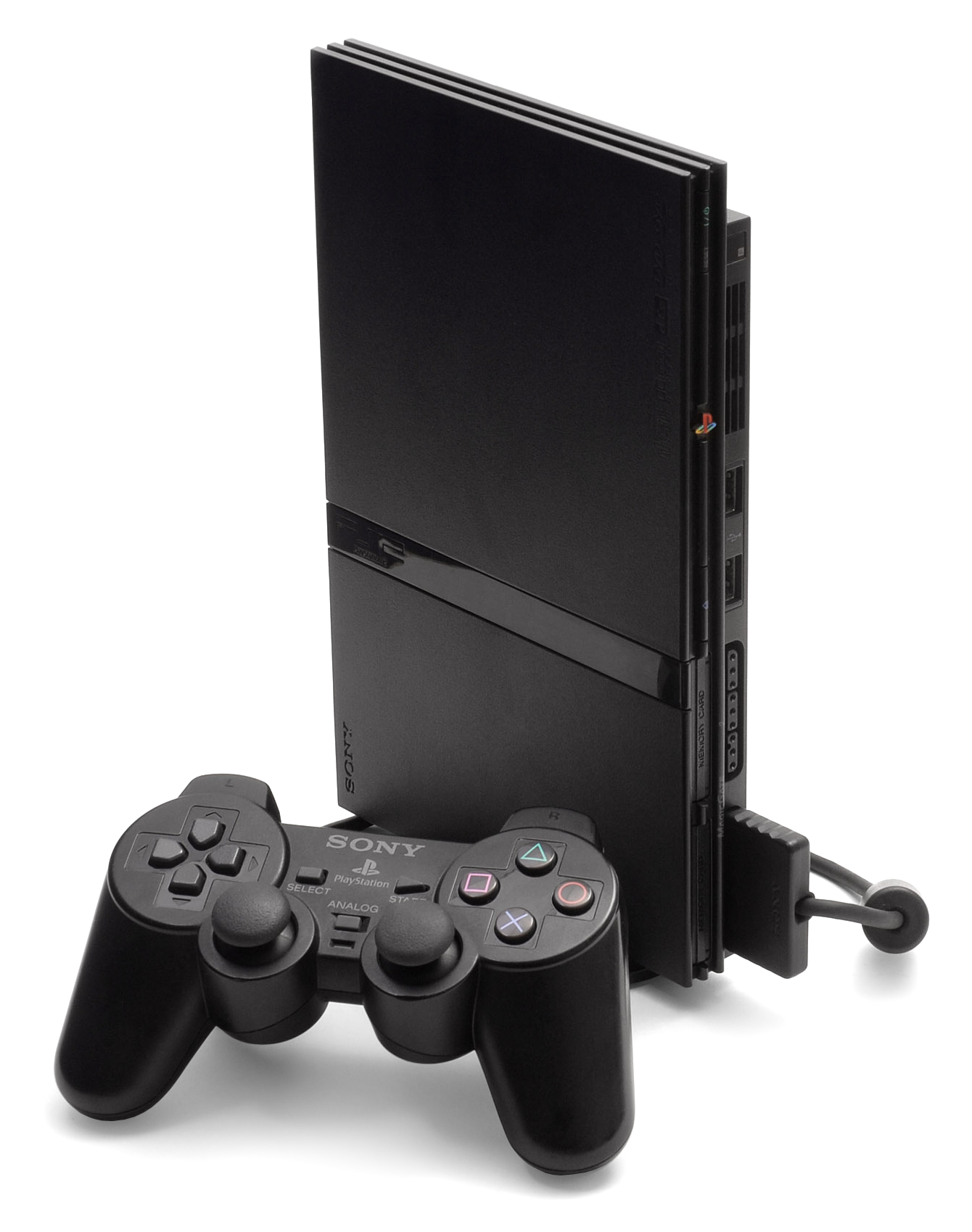
پلی استیشن ۲، موفق‌ترین کنسول تاریخ

شرکت سونی در ابداع فناوری‌های استاندارد خانگی در ضبط و نگهداری محصولات صوتی و تصویری به جای تقلید از فناوری‌های به‌وجود آمده توسط دیگر کارخانه‌ها جزء یکی از شرکت‌های سرشناس بوده‌است. یکی از بدنام‌ترین آن‌ها جنگ فرمت نوارهای ویدئویی در اواخر دهه ۱۹۸۰ بود. در آن زمان شرکت سونی با سامانه بتامکس دستگاه ضبط ویدئو با شرکت جی‌وی‌سی که قالب سامانه ویدئوی خانگی را به بازار عرضه کرده بود در حال رقابت بود رقابت می‌کرد اما در نهایت سامانه وی اچ اس گوی سبقت را ربوده و استاندارد جهانی دستگاه وی سی آر گردید و شرکت سونی بالاجبار از قالب فناوری رقیب خود تقلید نمود.
در سال ۱۹۷۵، سونی دستگاه ضبط ویدئو کاست بتامکس را روانه بازار کرد. در سال ۱۹۷۹ نیز نام واکمن به عنوان نخستین دستگاه پخش موسیقی قابل حمل در جهان به همگام معرفی شد. ۱۹۸۲ شاهد روانه شدن نوار ویدئویی بتاکم حرفه‌ای سونی به همراه لوح فشرده بود. در سال ۱۹۸۳ سونی دیسکت ریز ۹۰ میلی‌متری (به‌طور واضحتر فلاپی‌دیسک ۳٫۵ اینچی) را معرفی کرد، که هم‌زمان با وجود دیسک ۴" ساخته شد و انواع مختلف دیگری که توسط شرکت‌های متفاوتی برای جایگزینی فلاپی‌دیسک ۵٫۲۵" ساخته شدند. سونی موفقیت‌های فراوانی کسب کرد و محصولات او بر دیگر فرمت‌ها چیره شدند؛ فلاپی‌دیسک ۳٫۵" به تدریج با جایگزینی فرمت‌های رسانه‌ای کهنه شد. در ۱۹۸۳ سونی سامانه رایانه خانگی "ام‌اس‌ایکس" را روانه ساخت، و به جهانیان (با همکار خود فیلیپس) لوح فشرده یا "CD" را شناساند. در ۱۹۸۴ سونی سری دیسکمن را روانه بازار کرد که موفقیت‌های واکمن را به عنوان محصول قابل حمل "CD" ادامه داد.

## سونی و هکرها
در سال ۲۰۱۲ پس از حمله آخرین گروه هکرها به بخش موسیقی بی‌ام‌جی، مدیران سونی به اف‌بی‌آی مراجعه کردند، اما هیچ شخصی در رابطه با این قضیه دستگیر نشد. در آوریل ۲۰۱۲ شرکت سونی اعلام کرده بود که پلی استیشن نتورک (پی.اس. ان) هک شده و اطلاعات شخصی ۷۷ میلیون کاربر عضو آن ربوده شده‌است.
این حمله سایبری در فاصله روزهای هفدهم تا نوزدهم ماه آوریل سال ۲۰۱۲ صورت گرفته بود. سونی بعد از این اتفاق، شبکه پی.اس. ان را به مدت ۲۶ روز به حالت تعلیق درآورد و بار دیگر از روز چهاردهم ماه مه به کار انداخت. در جریان این حمله مشخصاتی هم چون شماره کارت‌های اعتباری، رمز عبور، سوالات ایمنی کاربران این شرکت ربوده شدند. در تاریخ ۲۵ می ۲۰۱۲ شرکت سونی اعلام کرد که وبگاه سونی اریکسون در کانادا و وبگاه سونی میوزیک اطلاعات شخصی بیش از ده هزار کاربر خود را در خطر قرار داده‌اند. در ماه ژوئن ۲۰۱۱ سونی پیکچرز با حمله هکری روبرو شد.